# Somine
Somine su katunsko naselje na Morinama. Morine je bila najpoznatija "planina" humnjačkih Hrvata. Gornje i Donje Somine su uz Planinicu, Bjelojeviće i Lakat i druge bile među poznatim katunima. Nalaze se istočno od Svatovskog groblja, Samograda i podno Golog brda i kraj Jakomirskog brda. Somine pripadaju nevesinjskoj župi, kojom upravlja dijecezanski svećenik, prostire se u općinama Nevesinje i Kalinovik, i obuhvaća ova naselja: Baketa, Bojišta, Boljuni, Busovača, Cerova, Crvanj, Dramiševo, Kruševljani, Morine, Nevesinje, Obadi, Obalj, Orlovac, Pridvorci, Seljani, Somine, Sopilja, Tomišlja, Ulog i Vranješina.
Budući da se na planini se ostajalo po tri do četiri ljetna mjeseca, uz katune su nastajala i groblja i pojedinačna grobišta,  pa tako i na Sominama.
Katolički vjernici, stočari planištari iz mjesta Somine, Crvanj, Busovača, Morine, Somine i Orlovac gravitiraju planištarskoj crkvi sv. Ilije na Morinama, na kojima je nekoć ljeti bivalo oko 800 katoličkih duša u više od 100 kućanstava.
Somine imaju svoje malo groblje.
Neki od hrvatskih rodova imali su svoja vlastita groblja, a na njima se pokapalo i pokojnike iz drugih hrvatskih rodova koji su planištarili u tom dijelu.
U cijelom ovom kraju do 1940-ih svoja su imanja, kuće, torove, čatrnje itd. imali brojni Hrvati katolici, koji su u ratnim, a ponaosob u poratnim neprilikama nestali iz ovih krajeva – oduzimanjem vlasništva, protjerivanjem, a prije toga i masovnim ubijanjem na kućnom pragu. Komunističko doba i rat u BiH učilini su da Planinica, Morine, groblje na Balinovači i druga groblja budu zaboravljeni od unuka starih planištara.
Vlasništvo nad imanjima na Sominama sačuvano je domišljatošću i hrabrošću vlasnika. Poslije rata narod se vratio na svoja imanja u selo Kruševo 1945. godine. Bili su savim iscrpljeni od Križnoga puta. Sredstva za život bila su nikakva, a uz to je država oduzela imanja na planini Somine, što je značilo oduzimanje mogućnosti ljetne ispaše stoke. Bez toga nije bilo moguće opstati na ovim prostorima. Država je pokušala prijevarom i varanjem svog zakona oduzeti pravim vlasnicima nekretnine. Savezni je zakon regulirao da se svim osobama, vlasnicima nekretnina, koje se ne vrate na svoja imanja do 5. kolovoza 1948. godine i ne uspostave odnose kakvi su bili na dan 6. travnja 1941. godine, oduzmu imanja i postaju "općenarodna imovina". Općina Ulog i kotar Kalinovik su se pozivajući na te odredbe poveli i oduzeli su sve nekretnine planištarima u Sominama. Dodijelile su ih na upravu Poljoprivrednoj zadruzi Ulog. Pero Milanović nije se mirio s takvom odlukom, organizirao je sastanak na Drenovcu s većinom planištara vlasnika zemljišta na Sominama. Svi su se suglasili podnijeti tužbu nadležnom Sudu u Sarajevu. Činjenica što su Somine koje su pripadale planištarima iz Kruševa pripadala kotaru Kalinovik odnosno Sarajevu vjerojatno su utjecala na uspješni povrat. Planina Morine nije vraćena jer je pripadala kotaru Nevesinje, odnosno Oblasnom odboru Mostar koji je presuđivao u korist državne vlasti a na štetu privatnih vlasnika. Na sudu u Sarajevu planištarski predstavnici su argumentirali da su se svi vratili na svoja matična imanja u Kruševo u zakonskom roku, a da na imanja u Sominama nisu bili obvezni se vratiti jer su se koristila samo povremeno za ispašu stoke ljeti, a u ratu im je stočni fond bio uništen, a kolibe za boravak spaljene. Planištari su upoznali sud da se svi žele koristiti imanjima kao i prije 6. travnja 1941. godine i da je već dio domaćinstava popravio svoje porušene kolibe. Sud je odbio. Planištari su napisali žalbu Titu, a potpisnici su bili Pero Milanović, Meša Dokara, pa redom Raguži, Baljići, Morići, Milanovići i Jozo Brać. Nakon dužeg čekanja dobili su povoljan odgovor od suda a povodom predstavke Josipu Brozu Titu i otad je prestala je svaka smetnja korištenju i raspolaganju njihovim posjedima.
Somine su vrlo neistraženo područje. Zasad je poznato da je u blizini Milanovića koliba groblje s nekoliko grobova sa skromnim obilježjima, križevi uklesani u kamenje pa stavljeno na grobove. Također je potrebno istražiti i primjereno obilježiti područja dalje od Somina preko Kladova Polja i dalje prema Treskavici – Zelengori do Foče.

## Vanjske poveznice
- Crkva na kamenu Župa Nevesinje viđena početkom 2017., 24. veljače 2017. - slika Somina
- Župa Uznesenja BDM, Nevesinje Somine: Staro katoličko groblje i ostatci Milanovića koliba
- Župa Uznesenja BDM, Nevesinje Morine - Bjelojevići/Jagodni do, 24. kolovoza 2010.
- Župa Uznesenja BDM, Nevesinje Na Morinama ilindanska slava, 22. srpnja 2012.
- Župa Uznesenja BDM, Nevesinje Tragom planištara iz Donje Hercegovine po Morinama, Sominama..., 1. rujna 2010.